# 1984 en Suisse
Chronologie de la Suisse
- 1980
- 1981
- 1982
- 1983
- 1984
- 1985
- 1986
- 1987
- 1988

Cet article présente les faits marquants de l'année 1984 en Suisse.

## Gouvernement en 1984
- Conseil fédéral[1]:
  - Leon Schlumpf UDC, président de la Confédération
  - Kurt Furgler PDC, vice-président de la Confédération
  - Pierre Aubert PSS,
  - Rudolf Friedrich PRD,
  - Jean-Pascal Delamuraz PRD
  - Alphons Egli PDC
  - Otto Stich PSS

## Évènements

### Janvier
Dimanche 1er janvier 
- La vitesse est limitée à 50 km/h dans toutes les localités de Suisse.

 Lundi 2 janvier 
- Naissance de la chaîne de télévision internationale francophone TV5, née d'un partenariat de cinq chaînes publiques françaises, belge et suisse.

 Jeudi 12 janvier 
- Décès à Sion (VS), à l’âge de 54 ans, du journaliste sportif Lelio Rigassi.

 Jeudi 19 janvier 
- Inauguration de la ligne TGV Paris-Lausanne par Leon Schlumpf, président de la Confédération, et Charles Fiterman, ministre français des transports.

 Dimanche 29 janvier 
- Élections cantonales à Bâle-Ville. Kurt Jenny (PRD) et Eugen Keller (PDC) sont élus au Conseil d’État lors du 1er tour de scrutin.

### Février
Mercredi 1er février 
- Le groupe Denner reprend la chaîne de magasins de jouets Franz Carl Weber.

 Samedi 4 février 
- Décès de Pierre Dudan, chanteur et acteur.

 Mardi 14 février 
- Aux Jeux olympiques de Sarajevo, le Valaisan Max Julen remporte le titre de champion olympique de slalom géant (ski alpin).

 Jeudi 16 février 
- Aux Jeux olympiques de Sarajevo, la Tessinoise Michela Figini remporte le titre de championne olympique de slalom géant (ski alpin).

 Dimanche 26 février 
- Votations fédérales. Le peuple approuve, par 1 254 489 oui (58,7 %) contre 882 756 non (41,3 %), l’arrêté fédéral concernant la perception d'une redevance sur le trafic des poids lourds.
- Votations fédérales. Le peuple approuve, par 1 132 497 oui (53,0 %) contre 1 005 051 non (47,0 %), l’arrêté fédéral relatif à une redevance pour l'utilisation des routes nationales (vignette autoroutière).
- Votations fédérales. Le peuple rejette, par 1 361 482 non (63,8 %) contre 771 413 oui (36,2 %), l'initiative populaire « pour un authentique service civil basé sur la preuve par l'acte ».
- Élections cantonales à Bâle-Ville. Karl Schnyder (Parti social-démocrate), Hans-Rudolf Striebel (PRD), Peter Facklam (PLS), Mathias Feldges (PSS) et Remo Gysin (PSS) sont élus au Conseil d’État lors du 2e tour de scrutin.
- Élection complémentaire dans le Canton de Vaud. Pierre Cevey (PRD) est élu au Conseil d’État lors du 1er tour de scrutin.
- Élections cantonales à Saint-Gall. Ernst Rueesch (PRD), Edwin Koller (PDC), Paul Gemperli (PDC), Karl Maetzler (PDC), Willi Geiger (PRD), Florian Schlegel (PSS) et Burkhard Vetsch (PRD) sont élus au Conseil d’État lors du 1er tour de scrutin.

### Mars
Jeudi 1er mars 
- Les demi-cantons de Bâle-Ville et de Bâle-Campagne introduisent un abonnement écologique, d’un montant de 35 francs par mois, valable sur l’ensemble du réseau des transports publics.

 Mardi 6 mars 
- Pour la vingt-quatrième fois de son histoire, le HC Davos devient champion de Suisse de hockey-sur-glace.

 Jeudi 8 mars 
- Visite officielle de Fred Sinowatz, chancelier d’Autriche.

 Vendredi 30 mars 
- Une avalanche emporte un groupe de skieurs dans la région d’Arolla (VS). Cinq personnes perdent la vie.

 Samedi 31 mars 
- Décès du journaliste Pierre Kramer

### Avril
Dimanche 8 avril 
- Élections cantonales dans le canton d’Uri. Ambros Gisler (PDC), Alberik Ziegler (PSS), Hans Danioth (PDC), Carlo Dittli (PRD), Josef Bruecker (PDC), Hans Zurfluh (PDC), et Hansheiri Dahinden (PRD) sont élus au Conseil d’État lors du 1er tour de scrutin.

 Lundi 9 avril 
- La Tribune de Lausanne devient Le Matin, avec comme sous-titre le quotidien romand pour marquer son caractère supracantonal.

 Mercredi 18 avril 
- Décès à Sils (GR), à l’âge de 81 ans, du réalisateur Leopold Lindtberg.

### Mai
Samedi 5 mai 
- La Patrouille des Glaciers, légendaire course de haute montagne disputée entre Zermatt et Verbier, est mise sur pied pour la première fois depuis 1949, année lors de laquelle elle coûta la vie à trois soldats.
- Trente mille personnes manifestent à Berne pour inviter le Conseil fédéral et le Parlement à prendre des mesures destinées à lutter contre le dépérissement de forêts.

 Samedi 12 mai 
- Ouverture à Zurich de Phänomena, exposition sur les phénomènes et les énigmes de la nature.
- Vernissage de l’exposition Auguste Rodin à la Fondation Pierre Gianadda à Martigny.

 Dimanche 20 mai 
- Votations fédérales. Le peuple rejette, par 1 258 964 non (73,0 %) contre 464 637 oui (27,0 %), l'initiative populaire « contre l'abus du secret bancaire et de la puissance des banques » (initiative sur les banques).
- Votations fédérales. Le peuple rejette, par 874 964 non (51,1 %) contre 837 987 oui (48,9 %), l'initiative populaire « contre le bradage du sol national »

 Samedi 26 mai 
- Exemple typique de l’architecture du XIXe siècle, l’hôtel Giessbach, au bord du lac de Brienz, inoccupé durant plus de cinq ans, ouvre à nouveau ses portes. Il appartient à la Fondation Giessbach au peuple suisse, initiée par Franz Weber.

### Juin
Vendredi 1er juin 
- Visite officielle controversée de Pieter Botha, président de l’Afrique du Sud.

 Lundi 4 juin 
- La ligne de chemin-de-fer Lenzburg (AG) – Wildegg (AG) est mise hors service. Le trafic est assuré désormais par des bus.

 Mardi 5 juin 
- Décès à Minusio (TI), à l’âge de 85 ans, de l’historien de l’art et traducteur Piero Bianconi.

 Mardi 12 juin 
- Visite du pape Jean-Paul II

 Jeudi 14 juin 
- Inauguration d’un tronçon de 10 km sur l’autoroute A2, entre Chiggiogna et Giornico, dans la Léventine.
- Ouverture à Sierre du premier Festival de la bande dessinée.

 Vendredi 15 juin 
- Le FC Grasshopper s’adjuge, pour la vingtième fois de son histoire, le titre de champion de Suisse de football.

 Vendredi 22 juin 
- Le Suisse Urs Zimmermann remporte le Tour de Suisse cycliste.

 Mercredi 27 juin 
- Inauguration du contournement d’Yverdon, d’une longueur de 9 km, sur l’autoroute A5.

### Juillet
- 4 juillet : adoption d’une ordonnance réglementant les preuves documentaires de l’origine des marchandises en matière de commerce extérieur[2].

 Vendredi 13 juillet 
- Décès de Werner Abegg, industriel à l’origine de la Fondation portant son nom à Riggisberg et collectionnant les tapisseries de valeur historique.

### Août
Dimanche 5 août 
- Décès à Genève de l’acteur gallois Richard Burton.

 Lundi 20 août 
- Le groupe soleurois de télécommunications Autophon prend le contrôle de la société bernoise Gfeller SA », active dans le même domaine et occupant 760 collaborateurs.

 Vendredi 24 août 
- Rudolf Hafner, contrôle des finances du canton de Berne déclenche l’affaire des caisses noires.

### Septembre
Samedi 1er septembre 
- Une collision entre deux trains, sur la ligne Martigny-Orsières, cause la mort de six personnes. On dénombre 30 blessés.

 Dimanche 16 septembre 
- Un incendie d’origine criminelle se déclare au Victoria Hall, la plus grande salle de concert de la ville de Genève.

 Dimanche 23 septembre 
- Votations fédérales. Le peuple rejette, par 931 245 non (55,0 %) contre 762 792 oui (45,0 %), l'initiative populaire « pour un avenir sans nouvelles centrales atomiques »
- Votations fédérales. Le peuple rejette, par 916 916 non (54,2 %) contre 773 767 oui (45,8 %), l'initiative populaire « pour un approvisionnement en énergie sûr, économique et respecteux de l'environnement »

 Samedi 29 septembre 
- Seule télévision régionale de Suisse romande, Canal 9, diffuse sa première émission.

### Octobre
Mardi 2 octobre 
- Elisabeth Kopp est élue au Conseil fédéral

 Mercredi 17 octobre 
- Collision de deux Hunter dans la région de Rhäzüns. Les deux pilotes sont tués.
- Inauguration de la première étape de la construction de l’École polytechnique fédérale de Lausanne, à Écublens.

 Dimanche 21 octobre 
- Élection complémentaire à Berne. René Bärtschi (PSS) est élu au Conseil d’État lors du 1er tour de scrutin.

### Novembre
Jeudi 15 novembre 
- Inauguration du tunnel du Monte-Ceneri, d’une longueur de 1,4 km, sur l’autoroute A2.

 Mardi 20 novembre 
- Inauguration d’un nouveau tronçon de 9 km sur l’autoroute A2 entre Nivo et Giornico.
- Décès à Lausanne, à l’âge de 80 ans, de la psychologue et psychanalyste Germaine Guex.

### Décembre
Samedi 1er décembre 
- Inauguration de l'opéra de Zurich après trois ans et demi de travaux. La jeunesse protestataire manifeste contre cette cérémonie le long du quai de la Limmat.

 Dimanche 2 décembre 
- Votations fédérales. Le peuple rejette, par 1 288 974 non (84,2 %) contre 241 442 oui (15,8 %), l'initiative populaire « pour une protection efficace de la maternité ».
- Votations fédérales. Le peuple approuve, par 1 001 888 oui (68,7 %) contre 455 536 non (31,3 %), l’arrêté fédéral concernant un article sur la radio et la télévision.
- Votations fédérales. Le peuple approuve, par 1 241 377 oui (82,1 %) contre 270 878 non (17,9 %), le contre-projet à l'initiative populaire sur l'indemnisation des victimes d'actes de violence criminels.

 Samedi 8 décembre 
- Vernissage, au Musée des beaux-arts de Berne de l’exposition Le jeune Picasso : œuvre de jeunesse et période bleue.

 Mercredi 12 décembre 
- Décès du compositeur René Klopfenstein

 Mercredi 19 décembre 
- Inauguration du métro alpin de Saas-Fee, le funiculaire souterrain le plus haut du monde.